# Pêche Party
Pour plus de détails, voir Fiche technique et Distribution.
Pêche Party (Gone Fishin') est un film américain réalisé par Christopher Cain, sorti en 1997.

## Synopsis
Deux amis d'enfance, grands passionnés de pêche, s'octroient leur virée annuelle en embarquant dans leur voiture direction la Floride. Malheureusement pour eux, un escroc doublé d'un tueur sans pitié va venir contrecarrer leur plan et transformer leur voyage en fiasco.

## Fiche technique
- Titre français : Pêche Party
- Titre original : Gone Fishin'
- Réalisation : Christopher Cain
- Scénario : Jill Mazursky et J. J. Abrams
- Musique : Randy Edelman
- Photographie : Dean Semler
- Montage : Jack Hofstra (de)
- Production : Julie Bergman Sender & Roger Birnbaum
- Sociétés de production : Caravan Pictures & Hollywood Pictures
- Société de distribution : Buena Vista Pictures
- Pays :  États-Unis
- Langue : Anglais
- Format : Couleur - Dolby Digital - SDDS - 35 mm - 1.85:1
- Genre : Comédie
- Durée : 95 min
- Public : Tous
- Dates de sortie :
  -  États-Unis : 30 mai 1997
  -  France : 3 août 1999 (Directement en vidéo)

## Distribution
- Danny Glover (VF : Richard Darbois) : Gus Green
- Joe Pesci (VF : Michel Mella) : Joe Waters
- Rosanna Arquette (VF : Brigitte Berges) : Rita
- Nick Brimble (VF : Michel Vigné) : Dekker Massey
- Lynn Whitfield (VF : Danièle Douet) : Angie
- Carol Kane (VF : Martine Irzenski) : Donna Waters
- Edythe Davis (VF : Déborah Perret) : Cookie Green
- Gary Grubbs (VF : Patrick Guillemin) : Phil Beasly
- Raynor Scheine (VF : Marc François) : Glenn
- Maury Chaykin : Kirk
- Louise Fletcher (VF : Colette Venhard) : La serveuse du restaurant
- Bob Noble : Le directeur de l'hôtel
- Willie Nelson : Billy 'Catch' Pooler